# Opizio Pallavicini

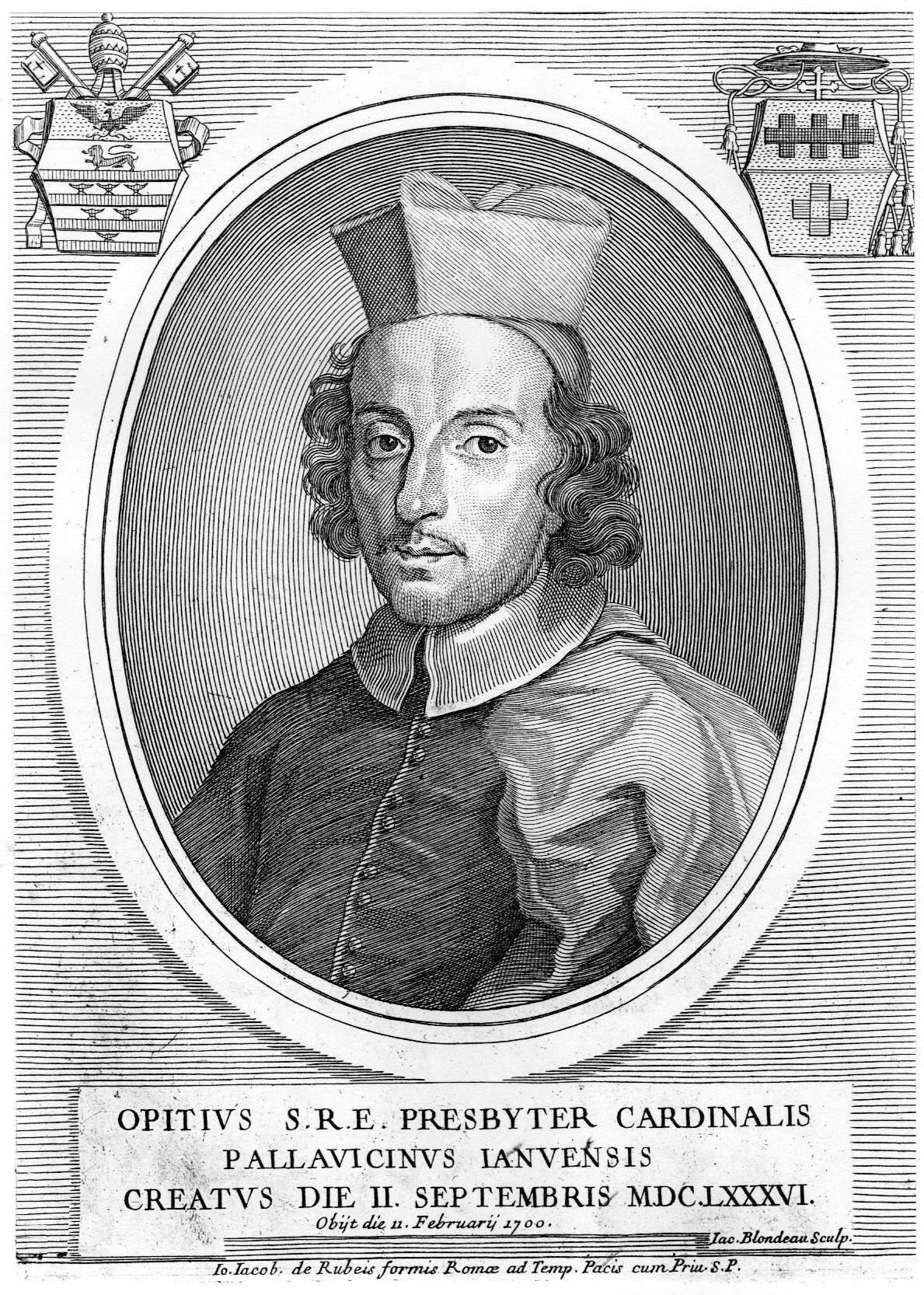
Opizio Kardinal Pallavicini

Opizio Pallavicini (* 15. Oktober 1632 in Genua; † 11. Februar 1700 in Rom) war ein italienischer Geistlicher, Bischof, päpstlicher Diplomat und Kardinal der Römischen Kirche.

## Leben
Er entstammte der genuesischen Patrizierfamilie Pallavicini und war das vierte von sechs Kindern des Senators Girolamo Pallavicini, marchese des Heiligen Römischen Reiches, und dessen Ehefrau Maddalena Spinola. Er wurde zum Doctor iuris utriusque promoviert und empfing die Priesterweihe. Unter dem Pontifikat von Papst Innozenz X. zog Opizio Pallavicini nach Rom und wurde Referendar an den Gerichtshöfen der Apostolischen Signatur, später war er Gouverneur verschiedener Städte im Kirchenstaat.
Papst Clemens IX. ernannte ihn am 27. Februar 1668 zum Titularerzbischof von Ephesus. Opizio Pallavicini wurde am 1. Juni 1668 Nuntius im Großherzogtum Toskana. Ab dem 29. November 1672 war er Nuntius in Köln. Als Nuntius in Polen-Litauen fungierte Pallavicini ab dem 30. September 1680. Er war einer der diplomatischen Hauptakteure in den Türkenkriegen des 17. Jahrhunderts.
Papst Innozenz XI. kreierte ihn im Konsistorium vom 2. September 1686 zum Kardinalpriester. Pallavicini war vom 12. Juli 1688 bis 1690 Kardinallegat in Urbino. Den roten Hut und San Martino ai Monti als Titelkirche verlieh der Papst ihm am 14. November 1689. Opizio Pallavicini nahm am Konklave 1689 teil, das Papst Alexander VIII. wählte. Am 28. November 1689 wurde er Bischof von Spoleto mit dem persönlichen Titel eines Erzbischofs. Knapp zwei Jahre später, am 8. August 1691, wurde Kardinal Pallavicini – weiterhin mit dem persönlichen Titel eines Erzbischofs – Bischof von Osimo. Er war Teilnehmer am Konklave 1691, aus dem Innozenz XII. als Papst hervorging.
Opizio Pallavicini starb im römischen Palazzo Buratti, den er bewohnte. Er hatte drei Tage vor seinem Tod einen Schlaganfall erlitten und war seitdem bewusstlos gewesen. Beigesetzt wurde der Kardinal am 13. Februar 1700 in seiner Titelkirche San Martino ai Monti.